# Dungane
Die Dungane (norwegisch für Halden) sind zwei bis zu 2870 m hohe Berge im ostantarktischen Königin-Maud-Land. Sie ragen 15 km westlich des Dufekfjellet im Gebirge Sør Rondane auf.
Norwegische Kartografen, die auch die deskriptive Benennung vornahmen, kartierten sie 1957 anhand von Luftaufnahmen, die bei der von der United States Navy durchgeführten Operation Highjump (1946–1947) entstanden sind.